# Loubna Azghoud

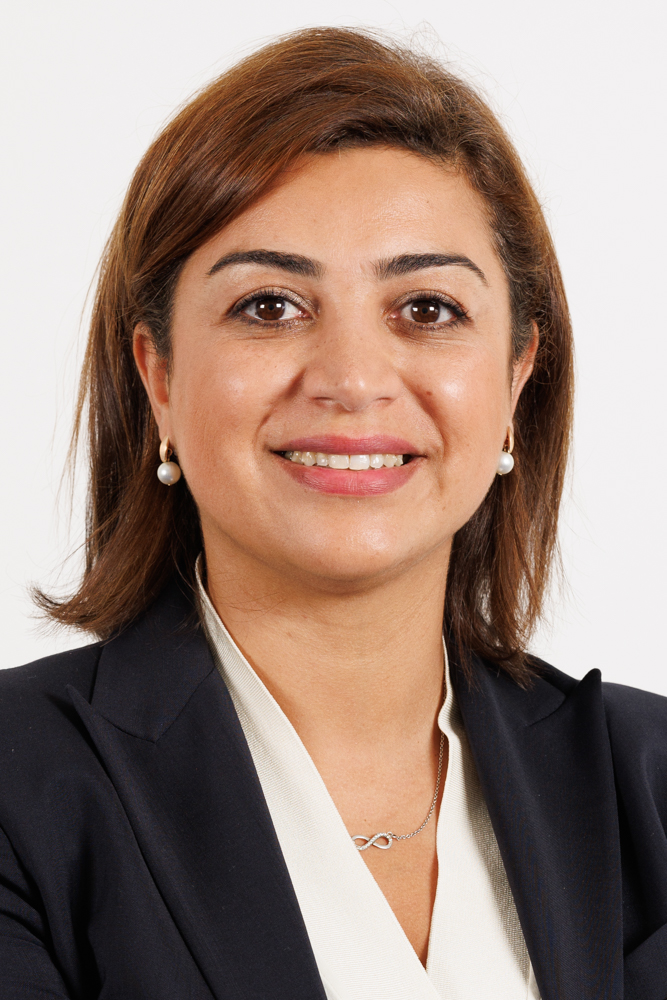
Loubna Azghoud

Loubna Azghoud (Brussel, 10 september 1979) is een Belgisch politica voor de liberale MR.

## Biografie
Azghoud is van Marokkaanse afkomst. Ze volgde eerst een opleiding tot verpleegster en nadien werkte ze enkele jaren als studiecoördinatrice in verschillende internationale ziekenhuizen. Later behaalde Azghoud nog een master in politieke, economische en sociale wetenschappen aan de UCL en Executive Master in management aan de Solvay Brussels School van de ULB. In 2024 behaalde ze nog een certificaat in financiën aan de ICHEC Business Management School.
Aanvankelijk werd ze politiek actief voor de christendemocratische partij cdH. Voor deze partij was ze kandidaat bij de gemeenteraadsverkiezingen van oktober 2012 in Brussel en bij de federale verkiezingen van mei 2014, maar ze werd telkens niet verkozen. Ook was Azghoud kabinetsmedewerker voor verschillende cdH-ministers. Van 2012 tot 2013 was ze diensthoofd voor PR en het hoofd van het sociaal comité op het kabinet van de Brusselse ministers van Economie Benoît Cerexhe en Céline Fremault, van 2013 tot 2014 adjunct-kabinetschef op het kabinet van toenmalig vicepremier en minister van Binnenlandse Zaken Joëlle Milquet en van 2014 tot 2016 als politiek adviseur en expert voor gezondheid, cultuur en kinderbeleid in Milquets hoedanigheid als minister en viceminister-president in de Franse Gemeenschapsregering.
Na het ontslag van Milquet als minister in april 2016 was Azghoud van 2016 tot 2021 expert in economisch, digitaal en genderbeleid en operationeel directeur Women in Business & Women in Tech bij het Brussels Agency for Business Support. Nadien werd ze actief als ondernemer. In 2021 stichtte ze Innovation Valley, dat innovatieve bedrijven ondersteunt in hun internationale groei en het ontwikkelen van start-up- en scale-up-projecten, en in 2023 richtte ze High Her op, een inclusief platform dat vrouwelijke ondernemers ondersteunt bij het werven van fondsen om de genderkloof in de zakenwereld te verkleinen. Ook was ze van 2023 tot 2024 voorzitter van de raad van bestuur van IRISnet, een Brusselse publiek-private netwerkbeheerder.
In maart 2024 keerde Azghoud terug naar de politiek, ditmaal voor de liberale MR. Voor deze partij werd ze bij de Brusselse gewestverkiezingen  van juni 2024 verkozen in het Brussels Hoofdstedelijk Parlement, waar ze lid werd van de commissies Economie en Tewerkstelling en Gelijke Kansen en Vrouwenrechten. Tevens werd ze afgevaardigd naar het Parlement van de Franse Gemeenschap, waar ze zitting nam in de commissie Kind, Jeugd, Jeugdhulp, Justitiehuizen, Volksgezondheid, Vrouwenrechten en Gelijke Kansen. In oktober 2024 kwam Azghoud tevens op bij de gemeenteraadsverkiezingen in Elsene, maar ze raakte niet verkozen.